# Obiemi Corona
Obiemi Corona est une corona, formation géologique en forme de couronne, située sur la planète Vénus par -31,9° S et 276,6° E. Elle est localisée dans le quadrangle de Themis Regio. Elle a été nommée en référence à Obiemi, déesse Bini (Nigeria) de la naissance. 

## Géographie et géologie
Obiemi Corona couvre une surface circulaire d'environ 300 km de diamètre. 